# Uroš Trefalt
Uroš Trefalt (21. července 1965, Kranj, Slovinsko) je režisér, spisovatel a pedagog.

## Studium
Vystudoval gymnázium v Kranji. V letech 1984–88 studoval režii a dramaturgii na DAMU v Praze, katedru loutkařství u profesorů Jana Dvořáka, Miroslava Wildmana, Pavla Vašíčka a Jana Schmida. V roce 1990 získal magisterský titul. V letech 1985 a 1986 se zúčastnil letních škol tradičního Balijského stínového divadla na mezinárodni loutkařské škole v Charleville-Meziérès ve Francii. V letech 1993–1994 získal Fulbrightovo stipendium na doktorské studium na univerzitách NYU a CUNY v New Yorku u prof. Marvina Carlsona, kde studoval historii amerického divadla a filmu.

## Divadelní režie
Režíroval divadelní představení v Praze, Kranji, Lublani, New Yorku, Charleville-Meziérès a Nitře, kde působil jako scénograf.
- 1988 – absolventské představení Nevěsta, Hoffmeister, DAMU Praha;
- 1988 – režie představení Patnáct I. Predemeského v LGL, Lublaň;
- 1993 – režisér a producent inscenace O. Wilda "Salome" v divadle GLEJ Lublaň;
- 1993 – 94 režisér her Milana Uhdeho "The Massage Table" a "Fear and Making it" a hry Vili Ravnjaka "Annex" v produkci Eastern European Theater Company v New Yorku, "A Passage to Rome. A play on Caravaggio" v The Tribeca Performing Arts Center v New Yorku v produkci Ensemble International Theater;
- 1995 – premiéra opery Zaide W. A. Mozarta a Luciana Bery v organizaci European Mozart Foundation; spolupracoval jako asistent s režisérem Geraldem Thomasem;
- 1997 – 99 režie inscenace Dunaj v divadle Labyrint, Praha, Maloměšťácká svatba v divadle A Rubín;
- 1998 – režisér a koproducent první slovinské opery Bellin (loutková opera) v PG Kranj;
- 2012 – spolupracoval s divadlem Járy Cimrmana na multimediálním projketu divadla;
- 2013 – režisér inscenace Duende v Divadle Na zábradlí v Praze;[1][2]
- 2013 – spoluzakladatel a předseda občanského sdružení, zaměřeného na divadelní tvorbu Nahý v trní;
- 2014 – inscenace Lublana v divadle LGL v Lublani;
- 2016 – první uvedení slovinské divadelní hry Událost v městečku Goga v Divadle F.X. Šaldy v Liberci.[3][4]

## Teoretická práce
V roce 1993 napsal knihu Základy loutkové režie, založil a 4 roky vedl odborný časopis LOUTKA, jako redaktor vydal také první slovinský překlad o historii Loutkového divadla Henryka Jurkovskega. V roce 2005 vyšla jeho kniha Directión de Titeres o základech loutkové režie v nakladatelství Ñaque v Madridu. 2015 se zúčastnil při příležitosti 50. výročí největšího slovinského divadelního festivalu Borštnikovo srečanje v Mariboru, kde přednesl studii o historických vazbách a vzájemném vlivu mezi českým a slovinským uměním v meziválečném období a o českém vlivu na profesionalizaci loutkařství ve Slovinsku.
Selektor festivalu, porotce
V letech 2008 a 2009 byl porotcem v soutěži Anifestu pro „Nejlepší projekty původních českých animovaných filmů“. V letech 2011, 2013, a 2015 byl selektorem Bienále slovinských profesionálních loutkových divadel. Psal také odborné články o současném stavu slovinského loutkařství pro Divadelní ústav ve Slovinsku.

## Pedagogická práce
V letech 1990–1995 přednášel o synkretickém divadle na Kolumbijské univerzitě v New Yorku. V roce 1991 spoluzaložil divadelní a loutkovou školu GILŠ v Lublani, psal odborné eseje o historii divadla a loutkové opery 18. stol. a připravoval výstavy. Od roku 2006 externě vede studijní moduly na FAMU v Praze. V roce 2007 přednášel o rebrandu České televize na Promax/BDA Europe v Praze. Přednášel také na divadelní a filmové akademii AGRFT v Lublani. Vedl besedu v knihovně Václava Havla u příležitosti 100. výročí narození česko-slovinského režiséra Františka Čápa a moderoval pořad Artefakta.
V roli uměleckého ředitele: V letech 1997– 2012 se věnoval multimediálním projektům v audiovizuálních žánrech, motion designu a grafickému designu. V letech 2007–2011 byl členem mezinárodniho odborného týmu Promax/BDO Board.
Dlouhodobě spolupracuje s projekty Svetluška a Pomozte dětem.